# Poa zhongdianensis
Poa zhongdianensis là một loài thực vật có hoa trong họ Hòa thảo. Loài này được L.Liu mô tả khoa học đầu tiên năm 2002.